# الدوري البرازيلي الدرجة الثانية 2004
الدوري البرازيلي الدرجة الثانية 2004 هو موسم من الدوري البرازيلي الدرجة الثانية. أقيم خلال الفترة 23 أبريل 2004 وحتى 11 ديسمبر 2004، وأشرف على تنظيمه اتحاد البرازيل لكرة القدم، وكان عدد الأندية المشاركة فيه 24، وفاز فيه نادي برازيليا.